# Iranolacerta brandtii
Espèce
Synonymes
- Lacerta brandtii De Filippi, 1863
- Lacerta brandtii esfahanica Nilson, Rastegar-Pouyani, Rastegar-Pouyani & Andrén, 2003

Statut de conservation UICN

 DD  : Données insuffisantes
Iranolacerta brandtii est une espèce de sauriens de la famille des Lacertidae.

## Répartition
Cette espèce se rencontre dans l'ouest de l'Iran et en Azerbaïdjan.

## Liste des sous-espèces
Selon The Reptile Database (24 janvier 2013) :
- Iranolacerta brandtii brandtii (De Filippi, 1863)
- Iranolacerta brandtii esfahanica (Nilson, Rastegar-Pouyani, Rastegar-Pouyani & Andrén, 2003)

## Étymologie
Cette espèce est nommée l'honneur de Johann Friedrich von Brandt (1802-1879), le naturaliste russe d'origine allemande.

## Publications originales
- De Filippi, 1863 : Nuove o poco note specie di animali vertebrati raccolte in un viaggio in Persia. Archivio per la zoologia, l'anatomia e la fisiologia, vol. 2, p. 377-394 (texte intégral).
- Nilson, Rastegar-Pouyani, Rastegar-Pouyani & Andrén, 2003 : Lacertas of south and central Zagros Mountains, Iran, with description of two new taxa. Russian Journal of Herpetology, vol. 10, no 1, p. 11-24 (texte intégral).